# Haqvinus Canuti
Haqvinus Canuti, född i Gammalkils församling, Östergötland, död 1600 i Gammakils församling, Östergötlan, var en svensk präst i Gammalkils församling.

## Biografi
Haqvinus Canuti föddes på Drettinge i Gammalkils församling. Han var son till bonden Knut Håkansson, som var bror med kyrkoherden Laurentius Haquini Kylander i Västra Tollstads församling. Canuti prästvigdes 1558 och blev samma år komminister i Gammalkils församling, Gammalkils pastorat. Han blev 1559 student vid Uppsala universitet, Uppsala och 1575 kyrkoherde i Gammalkils församling. Canuti samtycke till liturgin 1582 och skrev under Uppsala möte 1593. Han bekräftade riksdagsbeslutet den 7 oktober 1595 i Söderköping. Canuti blev 1590 kontraktsprost i Valkebo kontrakt. Han avled 1600 i Gammakils församling.

### Familj
Canuti gifte sig med Karin Rasmusdotter. De fick tillsammans barnen kyrkoherden Johannes Kylander (död 1634) i Rappestads församling, kyrkoherden Christmannus Kylander (1569–1621) i Gammalkils församling, Elin Kylander som var gift med biskopen Jonas Kylander i Linköpings stift, Margareta Kylander som var gift med kyrkoherden Torstanus Olavi i Västerlösa församling och komministern Andreas Kylander i Oppeby församling.